# Guillermo Durán
Guillermo Durán (São Miguel de Tucumã, 06 de Junho de 1988) é um tenista argentino. Em 2 de abril de 2012, ele alcançou seu maior Ranking ATP de simples ao ser N°. 385, já nas duplas, o seu melhor ranking ATP foi o de N°. 61 alcançado em 9 de novembro de 2015.

## Carreira
Em setembro de 2013, ele conquista o título do Challenger de Porto Alegre nas duplas com seu compatriota Máximo González. Na partida decisiva eles venceram o brasileiro João Souza, conhecido no circuito como Feijão, e Víctor Estrella Burgos, da República Dominicana, por 3/6, 6/1 e 10/5.
Em dezembro de 2013, jogando ao lado de Christian Lindell, carioca que jogava pela Suécia, ficou com o vice-campeonato de duplas do ATC Future 2013. Na decisão, perderam o título para o pernambucano José Pereira e o paulista Alexandre Tsuchyia, por 7/5 e 6/3.
Em julho de 2015, ao lado do brasileiro Thomaz Bellucci, superou a experiente parceria formada pelo russo Mikhail Youzhny e pelo tcheco Radek Stepanek por 3 sets a 2, parciais de 5-7, 6-4, 6-2, 6-7 (5/7) e 6-3, na primeira rodada da chave de duplas do Torneio de Wimbledon. Mas na partida seguinte encerrou sua participação em Wimbledon. Pois ele e Bellucci foram superados pela parceria formada pelo indiano Rohan Bopanna e o romeno Florin Mergea, cabeças de chave 9, por 7/5, 7/6 (5) e 7/6 (5), em partida válida pela segunda rodada da chave de duplas.
Em setembro de 2015, foi eliminado nas duplas do Aberto dos Estados Unidos, depois de cair na primeira rodada com o seu parceiro, o dominicano Víctor Estrella Burgos, para a parceria francesa formada por Nicolas Mahut e Pierre-Hugues Herbert.
No início de fevereiro de 2016, depois de ótima campanha, a parceria formada entre Guillermo Durán e o espanhol Pablo Carreño Busta ficou com o título de duplas do ATP 250 de Quito, no Equador. Os dois bateram na final o dueto formado pelos brasileiros Thomaz Bellucci e Marcelo Demoliner, por 7/5 e 6/4. Na decisão, o ponto crucial foi a capacidade de Carreño Busta e Durán de evitar as quebras, tendo salvado todos os oito break-points que encararam, sendo seis deles no primeiro set. Também tiveram ótimo desempenho no saque: 74% de acerto e apenas sete desses pontos perdidos.

## ATP Tour finais

### Duplas: 1 (1 título)
| Legend                            |
| Grand Slam (0–0)                  |
| ATP World Tour Finals (0–0)       |
| ATP World Tour Masters 1000 (0–0) |
| ATP World Tour 500 Series (0–0)   |
| ATP World Tour 250 Series (1–0)   |

| Resultado | N. | Data                   | Torneio                      | Piso   | Parceiro            | Oponentes                         | Placar   |
| Campeão   | 1. | 6 de Fevereiro de 2016 | Ecuador Open, Quito, Equador | Saibro | Pablo Carreño Busta | Thomaz Bellucci Marcelo Demoliner | 7–5, 6–4 |